# Melaspileaceae
Die Melaspileaceae sind eine Familie der Schlauchpilze, die alleine die Ordnung Eremithallales bilden.

## Merkmale
Die Melaspileaceae besitzen als spaltförmige oder gerundete Fruchtkörper mit einem dunkelbraunen bis schwarzen Excipulum, dass nicht durch ein Lager begrenzt ist. Das Lager selber ist meist dünn und krustenförmig. Die Sporen sind meist braun, anfangs oft durchscheinend und einfach septiert. Bei den flechtenbildenden oder flechtenbewohnenden Arten ist der Photobiont meist ein Vertreter der Gattung Trentepohlia oder eine verwandte Art.

## Lebensweise
Die bekannten Arten der Melaspileaceae leben als Flechten, flechtenbewohnend oder saprob.

## Systematik und Taxonomie
Die Stellung der Familie und der einzelnen Gattungen war bis 2017 umstritten. Die Melaspileaceae wurden als Familie bereits 1929 von Walter Watson beschrieben und lange als zur Ordnung Arthoniales zugehörig betrachtet
, die Ordnung Eremithallales mit der einzigen Familie Eremithallaceae allerdings erst 2008 von Robert Lücking und Helge Thorsten Lumbsch, um die einzige Art Eremithallus costaricensis, eine flechtenbildende Art, einzuordnen.  2016 erkannten dann Damien Ertz und Paul Diederich, dass Eremithallus costaricensis phylogenetisch innerhalb der Melaspileaceae liegt, daher ist der Name Eremithallaceae lediglich ein Synonym. Die Typusgattung ist Melaspilea. Eine Verwandtschaft der Erimithallales mit den Lichinales bestätigte sich nicht, sie sind daher innerhalb der Klasse der Dothideomycetes von unsicherer Stellung.
Zurzeit (Stand Oktober 2018) zählen nur folgende vier Gattungen zur Familie:
- Encephalographa
- Eremithallus
- Melaspilea
- Melaspileopsis